# Stenopogon albalulus
Stenopogon albalulus là một loài ruồi trong họ Asilidae. Stenopogon albalulus được Martin miêu tả năm 1968. Loài này phân bố ở vùng Tân nhiệt đới.